# Exposició Universal de París de 1867

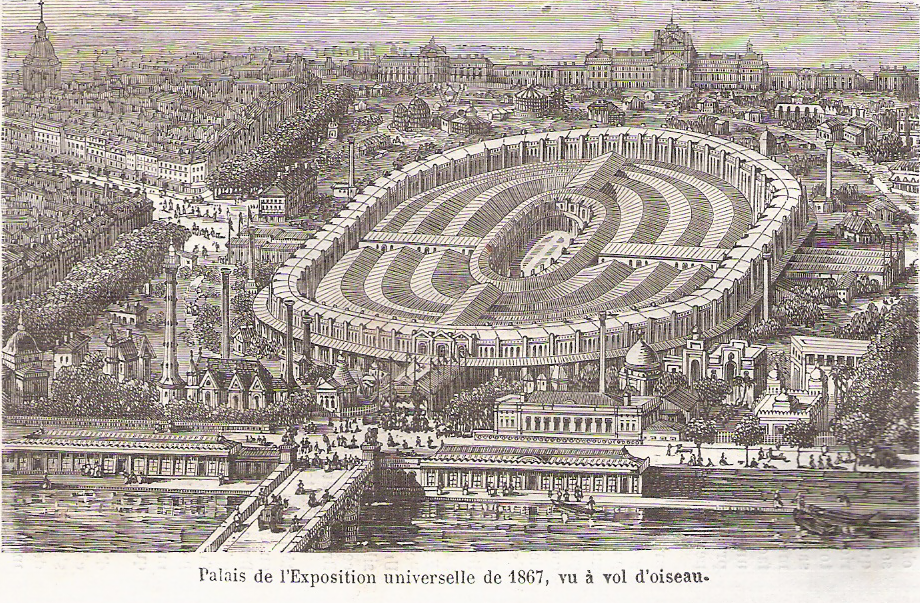
Edifici de l'Exposició Universal de París de 1867, construït per l'enginyer Jean-Baptise Krants i l'arquitecte Leopold Hardy

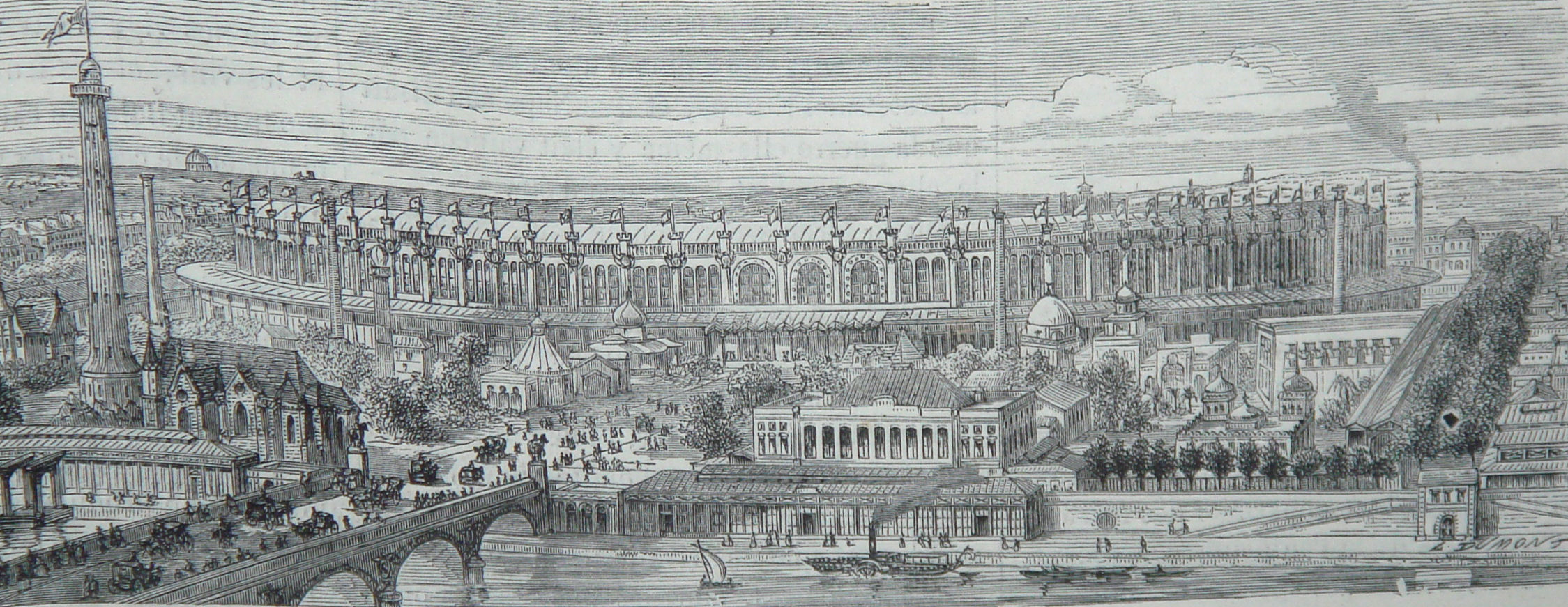
L'exposició universal de París (1864).

L'Exposició Universal de París es va inaugurar oficialment l'1 d'abril de 1867 i es va clausurar el 31 d'octubre. L'emperador Napoleó III va ser qui va decretar la construcció d'aquest projecte per demostrar la grandesa del Segon Imperi francès. Per a aquest efecte es va nomenar una comissió, el president de la qual va ser el príncep Jeroni Napoleó Bonaparte II, qui va dirigir els treballs preliminars.

## Origen
La seu triada pel govern francès perquè s'erigís l'edifici de l'exposició van ser els Camps de Mart, el gran escenari de les desfilades militars de la ciutat, que abastava 48 hectàrees i al que es va afegir l'illa de Billancourt de 21 hectàrees. El tema principal va ser el progrés i la pau, a pesar que la fira estigués irònicament situada enfront de l'edifici de l'École Militaire.
A partir de 1865, l'enginyer Jean-Baptise Krantz juntament amb l'arquitecte Leopold Hardy van dirigir la construcció d'un gegantesc edifici ovalat perquè albergués l'exposició. Les dimensions d'aquest emplaçament van ser de 490 m de llarg per 390 m d'ample, cobrint una àrea total de 150.000 m². L'edifici estava dissenyat amb dotze galeries concèntriques que giraven al voltant d'un jardí disposat al centre de 166 m de llarg per 56 d'ample. La coberta va ser realitzada amb làmines d'acer corrugat i suportada per una estructura que consistia en 176 columnes de ferro. A més d'aquest hi havia gairebé 100 edificis més petits.
Els fons per a la construcció i manteniment de l'exposició van consistir en subvencions d'1.165.020$ del govern francès, una quantitat similar de la ciutat i al voltant de 2.000.000$ de donacions públiques, la qual cosa donava un total de 5.883.400$. Els rebuts ascendien a 2.822.900$ la qual cosa deixava un dèficit que, no obstant això, va ser cobert per les aportacions del govern i la ciutat de París, per la qual cosa l'informe final va sortir positiu.

## Exposició
Va haver-hi 50.226 expositors, dels quals 15.055 procedien de França i les seves colònies, 6176 de Gran Bretanya i Irlanda, 703 dels Estats Units i un petit contingent del Canadà.
Durant els set mesos de durada, l'exposició va ser visitada per 9.238.967 persones, inclosos expositors i empleats. Va ser l'exposició internacional més gran feta fins a aquell moment, tant pel que fa a la seva magnitud com al propòsit del projecte.
Formant part del paisatge de l'exposició representada Notre-Dame, les esveltes cúpules dEls Invàlids i del Panteó i les agulles de la basílica de Santa Clotilde. Les dues torretes de l'electricitat i el globus del fotògraf Nedar suposaven una mostra de l'avanç tècnic.
El 21 d'octubre, en homenatge a l'exposició, es va dur a terme una reestrena del famós ballet Le Corsaire, posat en escena pel mestre de Ballet Joseph Mazilier en el Théâtre de l'Académie Royale de Musique.
Durant el mes de juliol es va celebrar el campionat mundial de rem en el Sena, resultant guanyador l'oprimit equip canadenc de Saint John (Nova Brunswick), que fou ràpidament investit pels mitjans de comunicació com la tripulació de París.